# Polhillia waltersii
Polhillia waltersii är en ärtväxtart som först beskrevs av Charles Howard Stirton, och fick sitt nu gällande namn av Charles Howard Stirton. Polhillia waltersii ingår i släktet Polhillia och familjen ärtväxter. Inga underarter finns listade i Catalogue of Life.